# Чироз
Чироз е сушена риба. В България се приготвя традиционно от сафрид. Използва се пролетният улов, когато рибата е изхвърлила хайвера си и има по-малко мазнини. Тя се изчиства от вътрешностите, по възможност без да се разрязва, измива се и се осолява, след което се оставя да престои няколко дни в подходящ съд.
След като престои, сафридът се измива с чиста вода, подсушава се и се закача за опашката на хладно и проветриво място да съхне.
Сушенето на храна е един от най-старите методи за запазване за по-дълго време. В други страни сушената риба се приготвя по различни методи. Някои не се осоляват. Други риби, които се използват, са бяла риба и треска.